# Mr. World 2000
Mister World 2000 foi a 3ª edição do concurso de beleza masculino de Mister World. A versão masculino do concurso Miss Mundo foi realizado no dia 13 de outubro de 2000 no Palácio "Hotel Crieff Hydro", em Crieff, na Escócia com a presença de trinta e dois (32) competidores representando seus respectivos países de origem. Sob a apresentação do inglês Steve Douglas, o certame culminou com a vitória do uruguaio Ignacio Kliche.

## Resultados

### Colocações
| Posição                 | País & Candidato |
| Vencedor                | - Uruguai - Ignacio Kliche |
| 2º. Lugar               | - Alemanha - Marcello Barkowski                                                                                                   |
| 3º. Lugar               | - Estados Unidos - Dante Spencer                                                                                                  |
| Finalistas              | - Bahamas - Neil Paris Dames - Croácia - Lav Stipić                                                                               |
| (TOP 10) Semifinalistas | - Argentina - Matias Beck - Brasil - Ramílio Zampiron - Líbano - Omar Mehyo - México - Guido Quiles - Venezuela - Alejandro Lárez |

### Prêmios Especiais
O concurso não distribuiu nenhum prêmio este ano.

## Candidatos
Disputaram o título este ano: 
| - Alemanha - Marcello Barkowski - Angola - Jorge Clemente - Argentina - Matias Beck - Bahamas - Neil Paris Dames - Bélgica - Maurizio Milazzo - Bolívia - Wilson Rojas - Brasil - Ramílio Zampiron - Bulgária - Angel Bonev - Colômbia - Ángel Rodríguez - Croácia - Lav Stipić - Eslovênia - Jurij Bradač | - Espanha - Manuel Roldán - Estados Unidos - Dante Spencer - Filipinas - Roderick Salvador - Grécia - Christos Dimas - Guatemala - Juan Pablo Olyslager - Hong Kong - Ming Lok Lam - Irlanda - Padraidh Hearns - Israel - Eran Eliyahoo - Iugoslávia - Nikola Bogdanovič - Líbano - Omar Mehyo - México - Guido Quiles | - Porto Rico - Frank Robles - Reino Unido - Mark Phoenix - Rússia - Yuri Yegorov - Singapura - Loke Yee Lui - Sri Lanca - Duminda Silva - Turquia - Şenol İpek - Ucrânia - Maxim Yali - Uruguai - Ignacio Kliche - Venezuela - Alejandro Lárez - Zâmbia - Kabanda Lilanda |

## Histórico

### Estatísticas
Candidatos por continente:
- Europa: 12. (Cerca de 38% do total de candidatos)
- Américas: 11. (Cerca de 35% do total de candidatos)
- Ásia: 7. (Cerca de 22% do total de candidatos)
- África: 2. (Cerca de 5% do total de candidatos)
- Oceania: 0. (Cerca de 0% do total de candidatos)